# Caddyshack II
Caddyshack II ist eine US-amerikanische Filmkomödie aus dem Jahr 1988 und eine Fortsetzung der Komödie Wahnsinn ohne Handicap (Caddyshack) aus dem Jahr 1980. Die Regie führte Allan Arkush, das Drehbuch schrieben Harold Ramis und Peter Torokvei. Die Hauptrollen spielten Jackie Mason und Robert Stack.

## Handlung
Jack Hartounian ist ein in Bushwood tätiger Bauunternehmer armenischer und jüdischer Abstammung. Er hat sich aus einfachen Verhältnissen hochgearbeitet, ist aber trotz seines von ihm erworbenen Reichtums bodenständig geblieben. Die „bessere Gesellschaft“ des Ortes lehnt ihn wegen seiner Herkunft ab und grenzt ihn aus. Als Mitglieder der örtlichen Gesellschaft zur Erhaltung des historischen Erbes seine Baustelle aufsuchen und aus fadenscheinigen Gründen das Einstellen der Bauarbeiten fordern, verjagt er sie mit dem Bagger.
Hartounian will Mitglied des örtlichen Country Clubs werden. Dessen Vorsitzender Chandler Young, ein WASP, hofft auf ihn als Förderer, seine Frau Cynthia gehörte jedoch zu den zuvor verjagten Aktivisten. Der Antrag um Aufnahme von Hartounian wird von den örtlichen Snobs abgelehnt.
Die Mitglieder der Gesellschaft suchen das Büro des Bauunternehmens auf, wo sie mit juristischen Schritten drohen. Der für Hartounian tätige Anwalt Peter Blunt droht seinerseits mit der Anwendung körperlicher Gewalt.
Am Rande einer Party wird die „Sklavenauktion“ für wohltätige Zwecke veranstaltet. Die versteigerten „Sklaven“ aus der feinen Gesellschaft leisten kurze Zeit kleine Hausarbeiten. Hartounian ersteigert alle angebotenen Sklaven, darunter Chandler Young und seine Frau Cynthia. Er lässt sie auf der Baustelle arbeiten. Daraufhin verschwören sich die örtlichen arroganten Eliten gegen Hartounian. Seine Baugenehmigungen werden widerrufen, die Lieferungen von Baumaterialien und Energie gestoppt.
Hartounian schlägt zurück und kauft von dem mit ihm befreundeten Unternehmer Ty Webb 53 % der Anteile des Golfclubs, der ihm die Aufnahme verweigerte. Er verwandelt das Gelände in einen bunten, leicht billig-schäbigen Freizeitpark, der für alle gesellschaftlichen Schichten geöffnet ist.
Chandler Young beauftragt den früheren Offizier der US Marines Tom Everett mit der Tötung von Hartounian. Doch der eher ungeschickte und trottelige frühere Marine jagt irrtümlich nicht Hartounians Rolls-Royce in die Luft, sondern Youngs.
Hartounian und Young sollen ihren Streit nun durch eine Runde Golf entscheiden. Der routinierte Young ist sich seines Sieges sicher, hat Hartounian doch keinerlei Erfahrung. Dessen Anwalt Blunt bringt seinem Auftraggeber Hartounian das Golfspielen bei. Während des Entscheidungsspiels soll der Ex-Marine Everett erneut zuschlagen. Everett bereitet explodierende Golfbälle vor, mit einem davon will er Hartounian treffen. Als das verabredete Zeichen kommt, kämpft Everett gegen eine Taschenratte, die ihm Teile der Ausrüstung stiehlt und zusätzlich den Explosions-Golfball. Everett geht zu Plan B über, schießt sich aber den vergifteten Pfeil selbst in den Hintern. Er kann ihn zwar herausziehen, der zufällig vorbeigehende Ty Webb reagiert aber ablehnend auf seine Bitte, ihm das Gift aus der Wunde im Hintern zu saugen. Ty Webb sympathisiert recht offensichtlich mit Hartounian und lehnt die Snobs des Clubs und ihre Methoden ab.
Die Taschenratte ersetzt vor dem entscheidenden Schlag den Ball Youngs durch den von Everett geklauten explosiven Ball. Der Ball explodiert und Young verliert das Spiel. Hartounians Tochter, die zuvor der feinen Gesellschaft angehören wollte, sagt der Tochter der Youngs, deren Freundschaft sie gewinnen wollte und deshalb ihr immer ähnlicher werden wollte, dass diese oberflächlich sei. Sie versöhnt sich mit ihrem bodenständig gebliebenen Vater.

## Kritiken
Rita Kempley bezeichnete den Film in der Washington Post vom 22. Juli 1988 als „lahm“, „dämlich“ und „plump manipulativ“. Sie lobte lediglich die Darstellungen von Dyan Cannon und Randy Quaid.

„Die nebensächliche Handlung soll lediglich Klamauk, Wortwitzchen und Typenkomik ermöglichen. Eine Hilfsrolle spielen erneut die unterm Rasen wohnenden kleinen Nagetiere des ersten Teils, nur daß sie jetzt familiengerechter agieren.“

„Die flauen Gags der Möchtegern-Fortsetzung treffen direkt in die Magengrube. Selbst die kurzen Auftritte von Chevy Chase und Dan Aykroyd lassen keine Stimmung aufkommen.“

## Auszeichnungen
Dan Aykroyd und der Song Jack Fresh erhielten im Jahr 1989 die Goldene Himbeere. Außerdem wurden Jackie Mason und die Filmproduzenten für die Goldene Himbeere (Schlechtester Film) nominiert.
Kenny Loggins und Mike Towers gewannen im Jahr 1989 für den Song Nobody's Fool den Film and Television Music Award der American Society of Composers, Authors and Publishers.

## Hintergründe
Die Dreharbeiten fanden in Coral Springs und Davie (beide in Florida) sowie in Valencia (Kalifornien) statt. Der Film spielte in den Kinos der USA 11,798 Millionen US-Dollar ein; das Einspielergebnis des ersten Films betrug über 39,8 Millionen US-Dollar.